# Coula fasciata
Coula fasciata is een haft uit de familie Leptophlebiidae. De wetenschappelijke naam van de soort werd in 1980 gepubliceerd door Peters & Peters.
De soort komt voor op eilanden in de Grote Oceaan.